# Narcisse Díaz de la Peña
Pour les articles homonymes, voir Diaz et Peña (homonymie).
Narcisse Virgilio Díaz, dit aussi Narcisse Díaz de la Peña, né le 21 août 1807 à Bordeaux et mort le 18 novembre 1876 à Menton, est un peintre et lithographe français.
Le compositeur Eugène-Émile Diaz (1837-1901) est son fils.

## Biographie
Narcisse Díaz de la Peña est le fils de Thomas Diaz de la Peña, bourgeois de Salamanque en Espagne, professeur de langues, opposant politique à Joseph Bonaparte obligé de fuir en 1807 avec son épouse Maria Manuela Belasco enceinte, pour se cacher à Bordeaux, où naît Narcisse Virgile Diaz de la Pena le 21 août 1807. Ils  quittent la France pour l'Angleterre où Thomas meurt en 1811. Sa mère revient vivre en France, enseignant les langues à Montpellier, Lyon, Sèvres et Paris. Elle meurt d'épuisement à Paris en 1817. Narcisse Diaz de la Peña est élevé par un pasteur protestant dans la banlieue parisienne. Il perd une jambe des suites d'une morsure de vipère quand il a 10 ans.
En 1822, il devient apprenti peintre à la manufacture de porcelaine de Jules Claretie où il rencontre de jeunes artistes Jules Dupré, Auguste Raffet et Louis-Nicolas Cabat qui seront des amis. En 1830, par l'intermédiaire d'un peintre lillois Souchon, il rencontre Xavier Sigalon qui l'encourage. Narcisse Díaz de la Peña parfait son éducation au musée du Louvre où il copie Le Corrège, Claude Lorrain, Albert Cuyp et Jacob van Ruisdael.
Il est reçu au Salon de 1831 avec deux Esquisses de paysage. En 1832, il présente une Adoration des bergers et Le vieux Ben Emeck. Sous l'influence de son ami Raffet, il tente sa chance comme peintre d'histoire dans la veine d'Horace Vernet en présentant au Salon en 1835, La Bataille de Mœdina-Coli. Sans ressources et ayant renoncé à sa carrière de peintre céramiste, Narcisse Díaz de la Peña vend a très petits prix une production rapide.
Il pratique également la gravure.

### Famille
Le 21 janvier 1844, Díaz de la Peña épouse Marie Bichard (1811-1865) avec qui ils ont trois enfants : Émile (1835-1860), peintre, Eugène (1837-1901), compositeur et Marie (1848-1917) qui épouse en premières noces l'avoué Dutripon, et en secondes le musicien Fredéric Bonnaud.
Devenu veuf, il se remarie avec Émilie Gotton Vel.

### L'école de Barbizon
À partir de 1837, Díaz de la Peña rejoint le groupe de l'école de Barbizon et peint des paysages dans lesquels on retrouve les sites qu’il affectionne particulièrement à Fontainebleau : Bas-Bréau, Apremont, et la vallée de la Solle. Sa maison à Barbizon est située au no 28 de la Grande Rue. Díaz admire Eugène Delacroix et comme les artistes et les écrivains, il est fasciné par l’Orient. Les Orientales de Victor Hugo l’impressionnent. Il se sert par ailleurs de la nature comme toile de fond pour y introduire des figures allégoriques, mythologiques ou proches du réel. Son tableau La Descente des Bohémiens obtient un très grand succès au Salon de Paris de 1848.
À partir de cette date, il n'expose quasiment plus sous le Second Empire, tant il a de commandes pour satisfaire ses collectionneurs, dans un style coloré, tantôt romantique, allégorique et orientalisant, ou tantôt barbizonnien, par lequel « Diaz joue un rôle dans la formation de l'impressionnisme ». Figure de l'auberge Ganne, grand causeur et généreux, il est entouré de nombreux élèves avec qui il part peindre en forêt. Il fréquente Théodore Rousseau et Jean-François Millet, et leur apporte son soutien financier et moral.
En 1849, il organise une vente d’esquisses et d’études d’après nature, alors qu’en général les peintres proposent à la vente des tableaux achevés. Les prix de vente sont assez faibles, mais il renouvellera l’expérience les années suivantes et obtiendra des prix plus élevés. Il peint en travaillant la matière picturale, chargée au couteau, avec des contrastes marqués de clair-obscur ce qui lui permet d’obtenir des effets lumineux et en cela il influencera les impressionnistes. Rencontrant souvent Eugène Delacroix, ce dernier note dans son Journal le 7 octobre 1847 : « Se rappeler l'impression […] d'un tableau de Diaz chez Durand-Ruel, où tout est sorti de l'imagination du peintre, mais où les souvenirs sont fidèles, la vie, la grâce, l'abondance. »
À partir de 1854, il séjourne régulièrement sur la côte normande, en particulier à Étretat où il s'achète une maison non loin de la mer, la villa Caprice . Il peint plusieurs marines aux côtés de son ami Gustave Courbet.
En 1855, il participe à l'Exposition universelle où il présente une rétrospective de son travail. Puis il part en voyage en Orient et expose au Salon de 1859.
Son fils aîné, peintre également, meurt en 1860.
Il reçoit régulièrement des récompenses aux Salons, mais sa trop grande facilite de travail, sa virtuosité et son laisser-aller lui sont reprochés, mais on le considère pourtant comme un « charmant coloriste ». C’est cette qualité que Vincent van Gogh, son fervent admirateur appréciait le plus en lui.
Devenu une personnalité du monde parisien, il est reçu par la princesse Mathilde, par Nieuwerkerke, les amateurs doivent passer commander leurs tableaux, en liste d'attente. Diaz commence à collectionner meubles et objets précieux, son atelier est d'un luxe rare.

### La rencontre avec Pierre-Auguste Renoir
Pierre-Auguste Renoir rencontre Narcisse Diaz de la Pena dans la forêt de Fontainebleau en 1863-1864. L'histoire est racontée aussi bien par Edmond Renoir dans la Vie Moderne, que par Jean Renoir dans son livre P.A Renoir mon père. Renoir peignait dans la forêt de Fontainebleau quand des jeunes gens l'importunent et l'agressent. Sorti d'un fourré, Narcisse Diaz de la Pena avec sa canne sauve le jeune peintre de ce mauvais pas. Renoir lui en était éternellement reconnaissant, le considérant comme son « saint patron ». L'amitié entre les deux hommes ne se dément pas, Diaz donne des conseils à Renoir — « ne peindre sur que nature », « utiliser des couleurs plus vives » —, et quand Diaz apprend la situation financière précaire de Renoir, il lui ouvre son compte chez son marchand de couleurs, l'approvisionnant discrètement en couleurs.
Il vit avec sa femme Marie-Augustine Gotton-Vel au 50, rue de Rome dans le 8e arrondissement de Paris. En 1867, il peint son ultime chef-d'œuvre Les Hauteurs du Jean de Paris (lieu dit dans les gorges d'Apremont) (Paris, musée d'Orsay).
Malgré ses nombreux amis impressionnistes, dont Claude Monet qui le retrouve à la ferme Saint Siméon et à Honfleur, il ne figure pas à la première exposition impressionniste de 1874, peut-être à cause de sa maladie, une « bronchite chronique », sans doute la tuberculose, qui l’emporte deux ans plus tard, quoique des biographes affirment qu'il soit mort d'une seconde morsure de vipère à Menton en 1876.

### Décès
Il meurt à Menton le 18 novembre 1876 à l'âge de 69 ans.
Il est inhumé à Paris au cimetière Montmartre (14e division) le 23 novembre suivant,.

## Style
Pour Pierre Miquel, l'œuvre de Diaz de la Pena se déroule en trois périodes.
La première va de 1830 à 1844, caractérisée par des œuvres aux sujets hispanisants, orientale avec une palette pauvre en tons purs, aux tons sombres et contrastées réalisées avec une touche lourde.
La seconde de 1844 à 1860 voit apparaître des touches plus lumineuses avec des tons purs, bleu léger, jaune vif et carmin. Pendant cette période, Diaz peint à Barbizon.
La troisième période à partir de 1860, voit la manière de Diaz se figer avec une amplitude du volume, une certaine somptuosité de la couleur aux tons contrastés et aux valeurs appuyées, mais avec une plus grande liberté d'exécution.
Les couleurs de Diaz sont connues pour avoir rapidement viré à cause d'une chimie défectueuse et d'une utilisation de couleurs instables et dangereuses, selon Claude Monet « On ne peut imaginer comme les tableaux de Diaz étaient beaux quand ils venaient d'être peints, c'étaient de véritables joyaux… Évidemment sa technique l'a trahi, aujourd'hui tout est embué, ils ont perdu leur qualité. ».

## Collections publiques
États-Unis

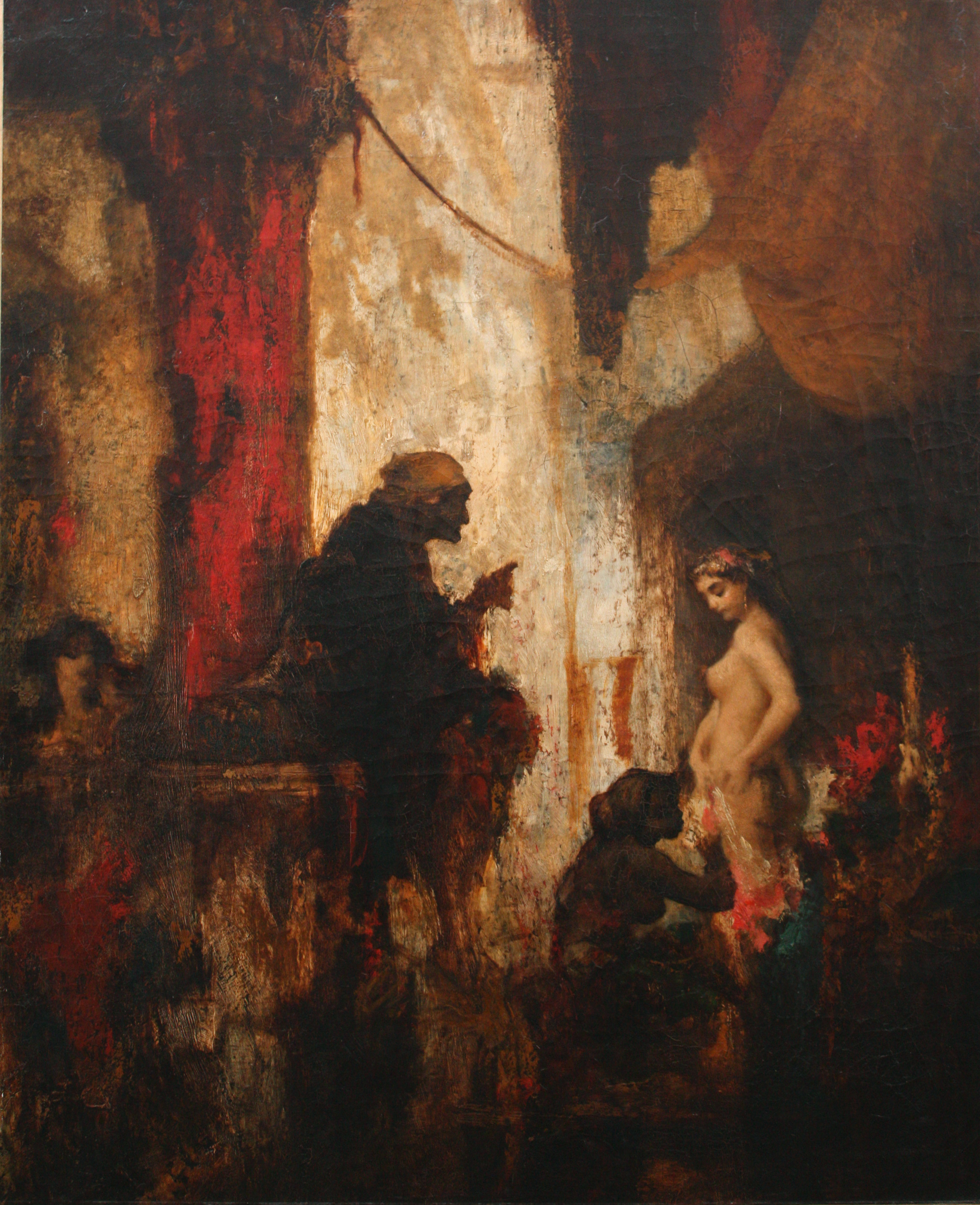
Scène de Harem, musée d'Art et d'Histoire de Meudon.

- Dallas, musée d'Art de Dallas : Forêt de Fontainebleau, 1868, huile sur toile, 84 × 111 cm.

France
- Béziers, musée des Beaux-Arts : Paysage aux baigneuses, huile sur toile.
- Bagnères-de-Bigorre, musée Salies :
  - Paysage, 10 × 14 cm[18] ;
  - Paysage, 24 × 32 cm[19].
- Grenoble, musée de Grenoble : 
  - Intérieur de forêt, huile sur bois[20] ;
  - Fleurs, huile sur toile[21] ;
  - Baigneuse tourmentée par des Amours, huile sur bois[22] ;
  - fonds  d'estampes.
- Paris :
  - musée du Louvre :
    - Clairière, vers 1840, huile sur bois[23],
    - Enfants et chiens, vers 1845, huile sur bois[24]
    - Folles filles, huile sur bois[25]
    - Forêt de Fontainebleau, 1868, huile sur toile[26]
    - L'Éplorée, 1851, huile sur bois[27] ;
    - Le Valet de chiens, huile sur bois[28] ;
    - Les Bohémiens, 1850, huile sur bois[29] ;
    - Les Pyrénées, vers 1873-1873, huile sur bois[30] ;
    - Madame Leclanche, vers 1845, huile sur bois[31].

  - musée d'Orsay :
    - Le Bas-Bréau, forêt de Fontainebleau ou Vaches dans la forêt de Fontainebleau, 1846, huile sur toile[32] ;
    - La Magicienne, vers 1860, huile sur bois[33] ;
    - La Mare au gamin agenouillé, 1869 ou 1870, huile sur bois[34] ;
    - Le Braconnier, 1869, huile sur toile[35] ;
    - Les Caresses de l'Amour ou Nymphe et deux amours, 1857, huile sur bois[36] ;
    - Les Hauteurs du Jean de Paris, 1867, huile sur toile[37] ;
    - Lisière de forêt, 1871, huile sur bois[38] ;
    - Mare sous les chênes, 1857, huile sur toile[39] ;
    - Nymphe endormie, vers 1850-1860, huile sur bois[40] ;
    - Nymphe Réprimandant l'Amour, 1855, huile sur toile[41] ;
    - Paysage, 2e et 3e quart du XIXe siècle, huile sur toile[42] ;
- Reims, musée des Beaux-Arts :
  - Femme orientale, huile sur carton, 20 × 13 cm[43].
  - Forêt de Fontainebleau, 1874, huile sur bois, 39 x 57,2 cm[44]
  - Le Mauvais conseil, 1862, huile sur bois, 32,4 x 24,2 cm[45]
  - Ciel d'orage, 1867, huile sur toile, 46,6 x 65,8 cm[46]
  - La Femme à la perruche, avant 1850, huile sur toile, 27,2 x 19 cm [47]
  - Marguerite à l'église, huile sur bois, 33,8 x 26,4 cm[48]
  - Société élégante dans un parc, vers 1844, huile sur toile, 27,3 x 41 cm[49]
  - Mare dans une Lande, huile sur toile, 28,2 x 44,8 cm[50]
  - Petite mare en forêt, huile sur bois, 20 x 26,1 cm[51]
  - Une Clairière, vers 1870, huile sur bois, 32,8 x 41 cm[52]
  - Sous Bois, 1874, huile sur bois, 31,2 x 44,1 cm[53]
  - Le Temple de l'Amour, 1857, huile sur toile, 46,2 x 65,4 cm[54]
  - Supplice Turc, vers 1840, huile sur toile, 41,4 x 32,2 cm[55]
  - La Consolation de l'Amour, vers 1850-1855, huile sur carton fort, 19,6 x 13,8 cm[56]    - Femme orientale
    - La Consolation de l'Amour
    - La Femme à la perruche
    - Le Mauvais conseil
    - Mare dans une lande
    - Petite mare en forêt
    - Sous-bois

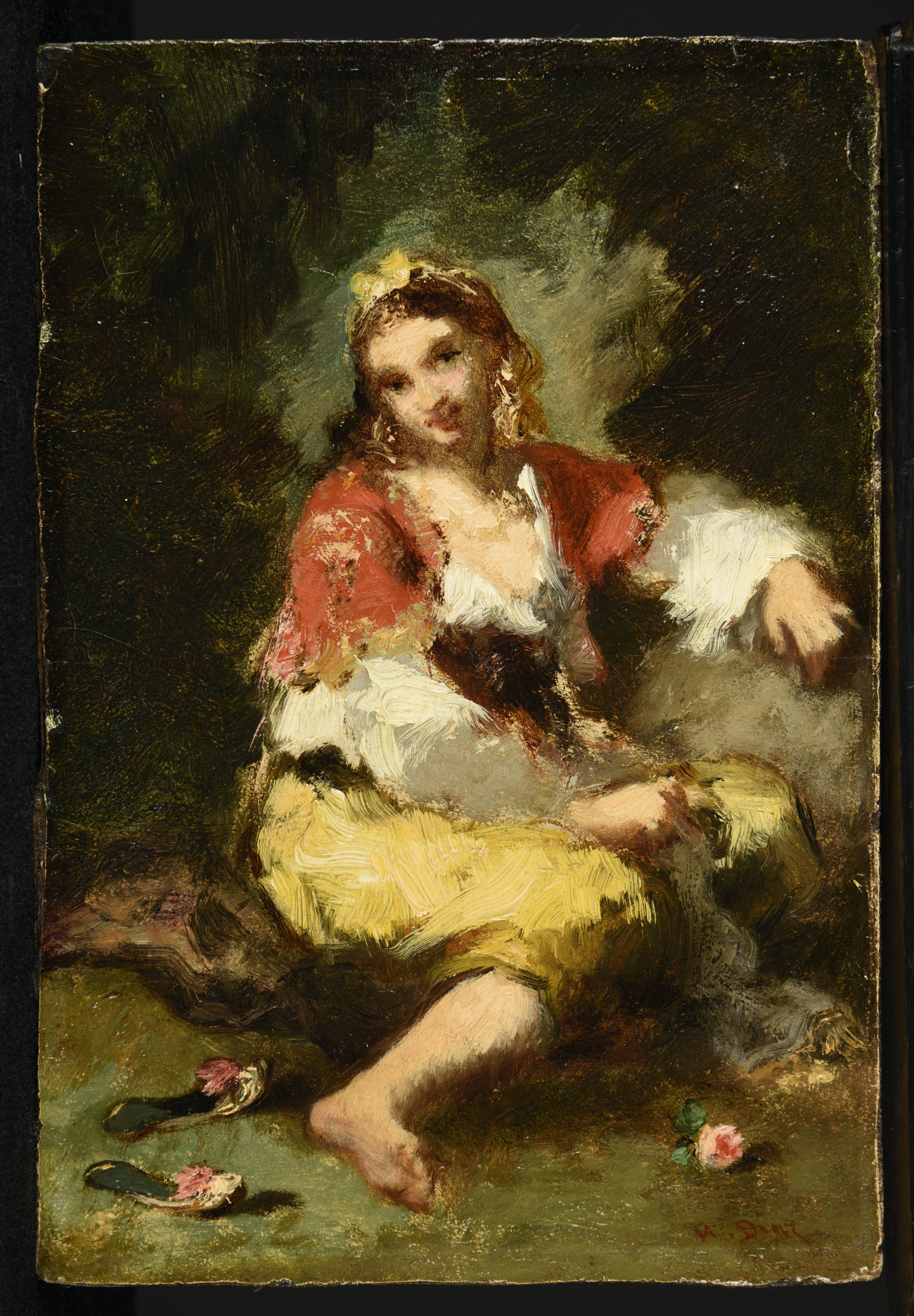
Femme orientale
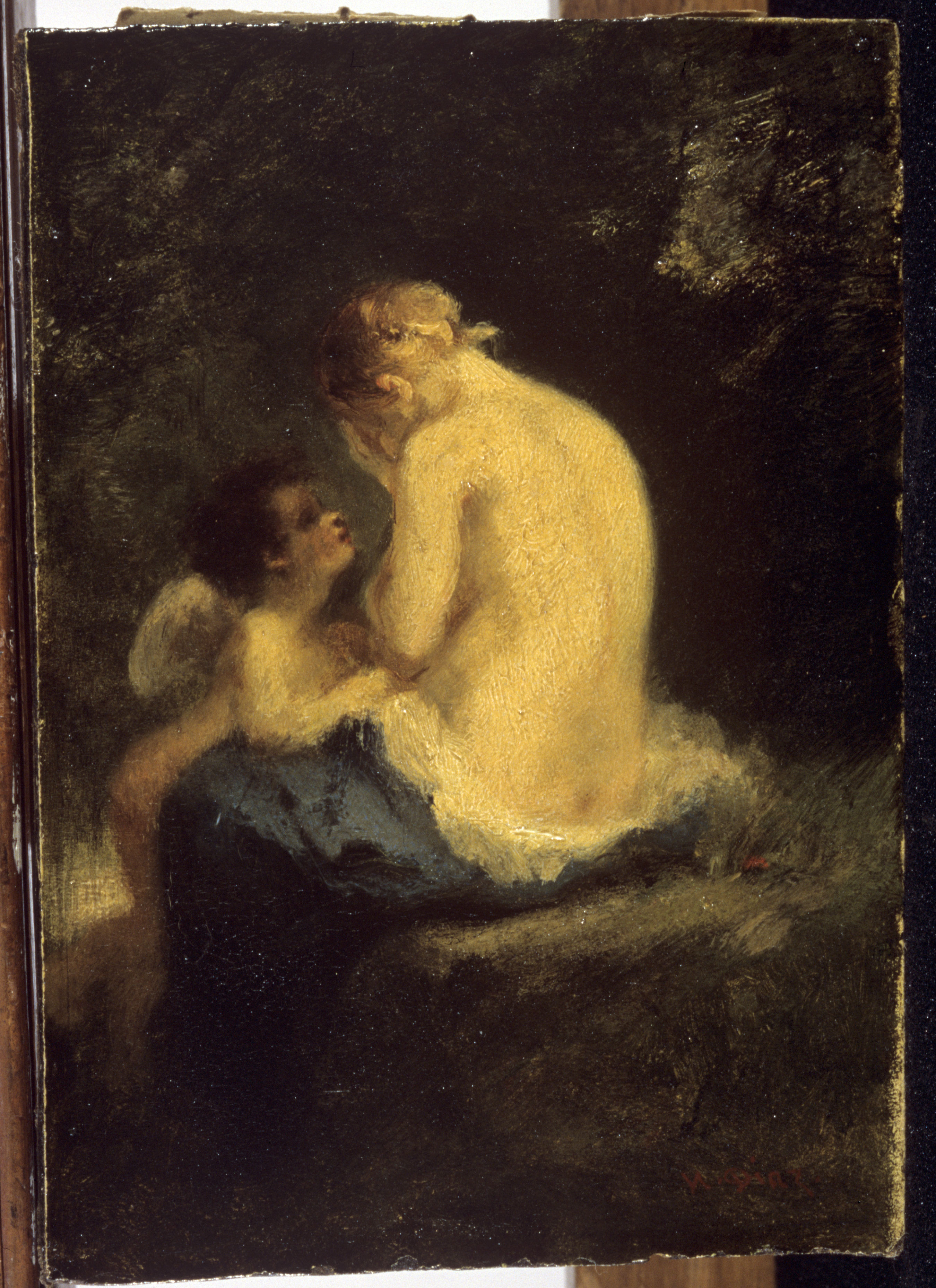
La Consolation de l'Amour
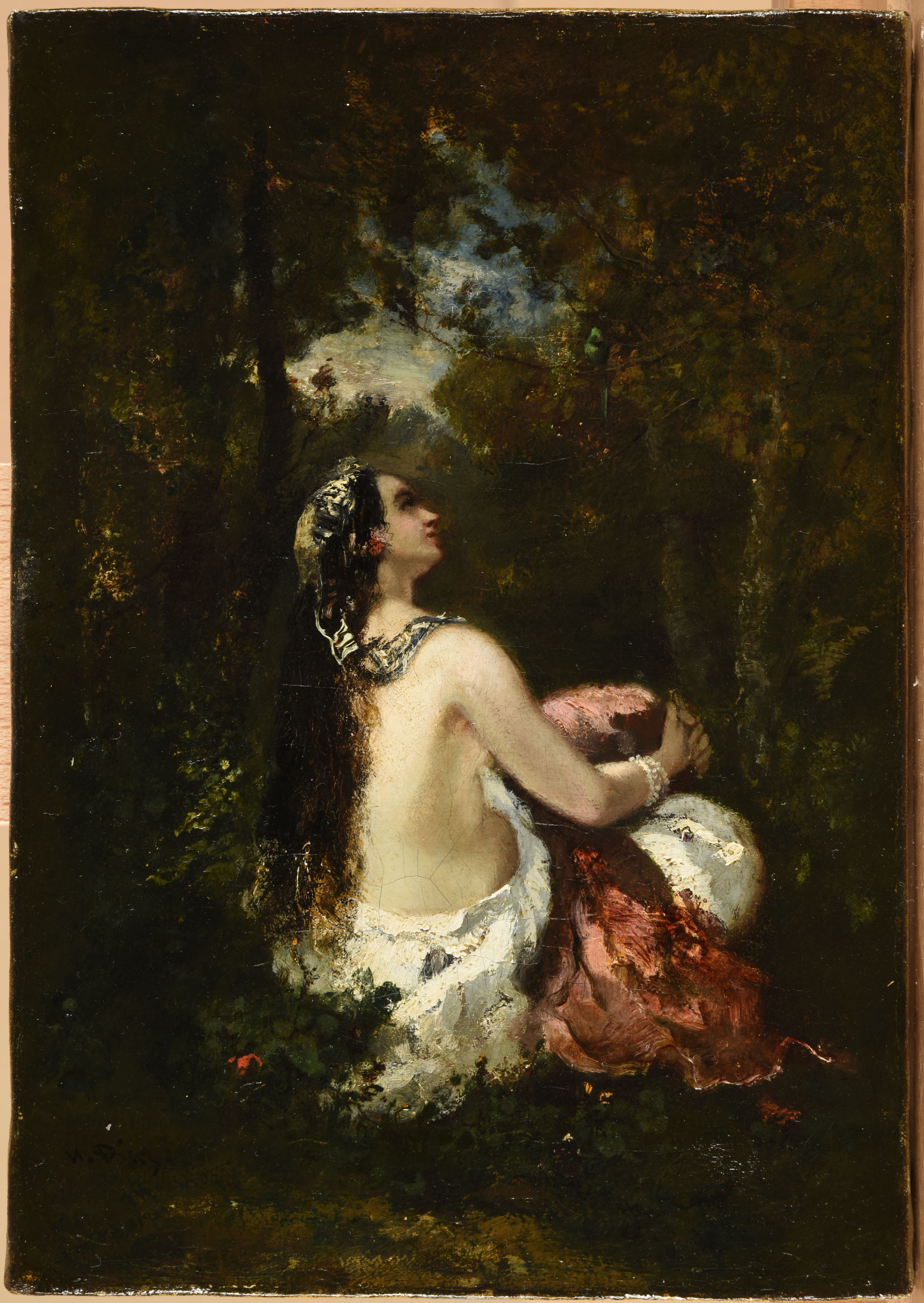
La Femme à la perruche
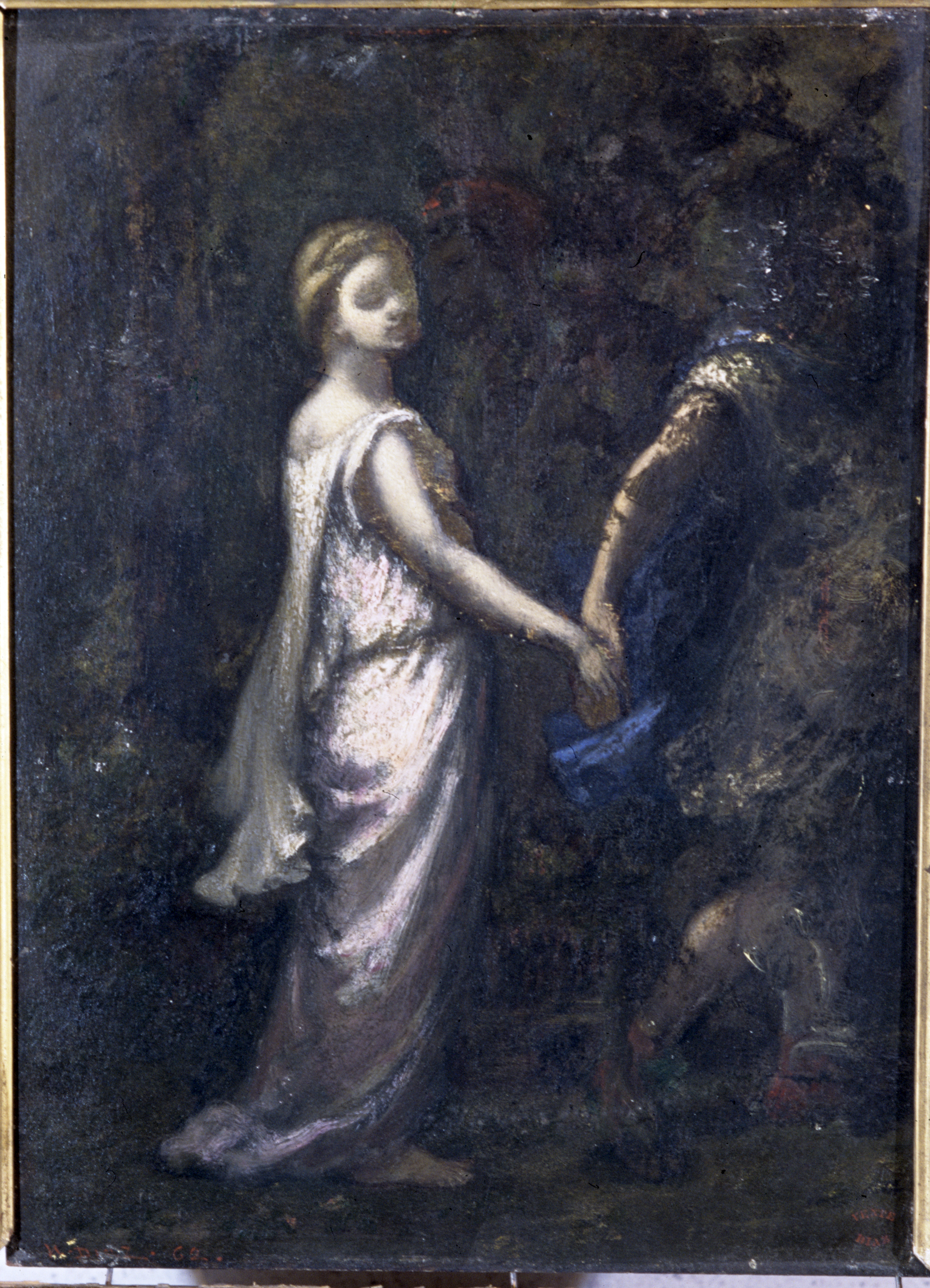
Le Mauvais conseil
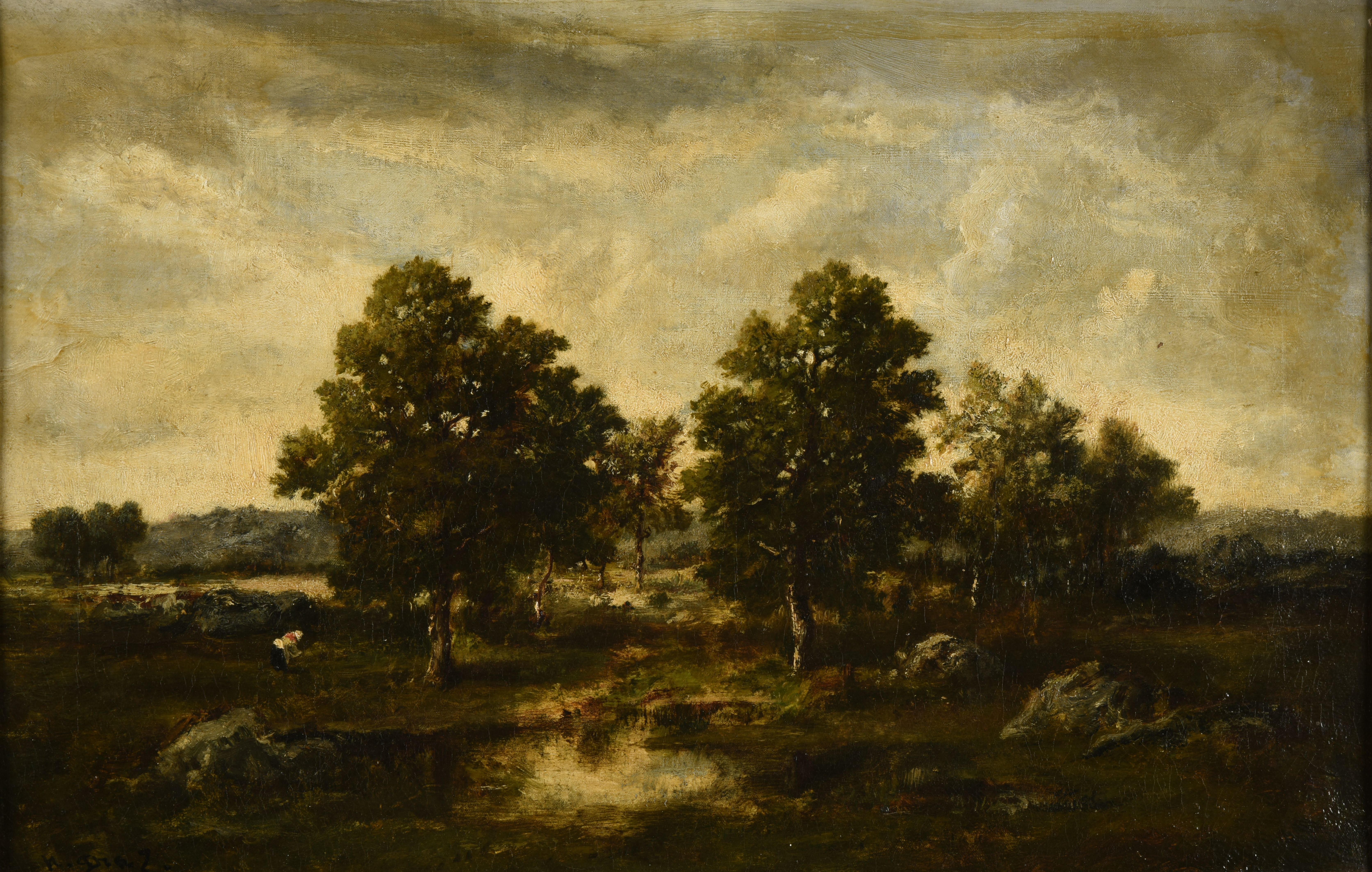
Mare dans une lande
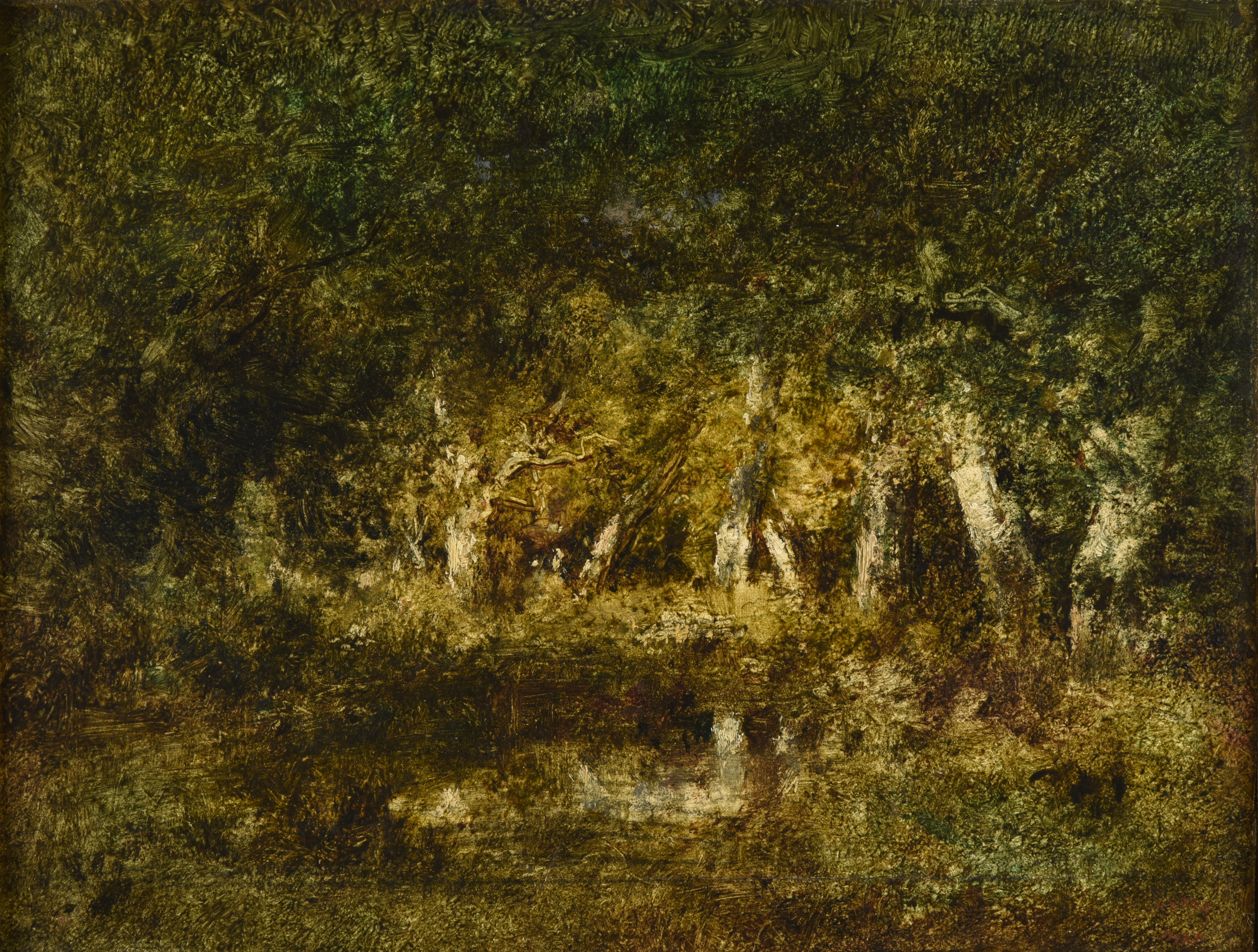
Petite mare en forêt
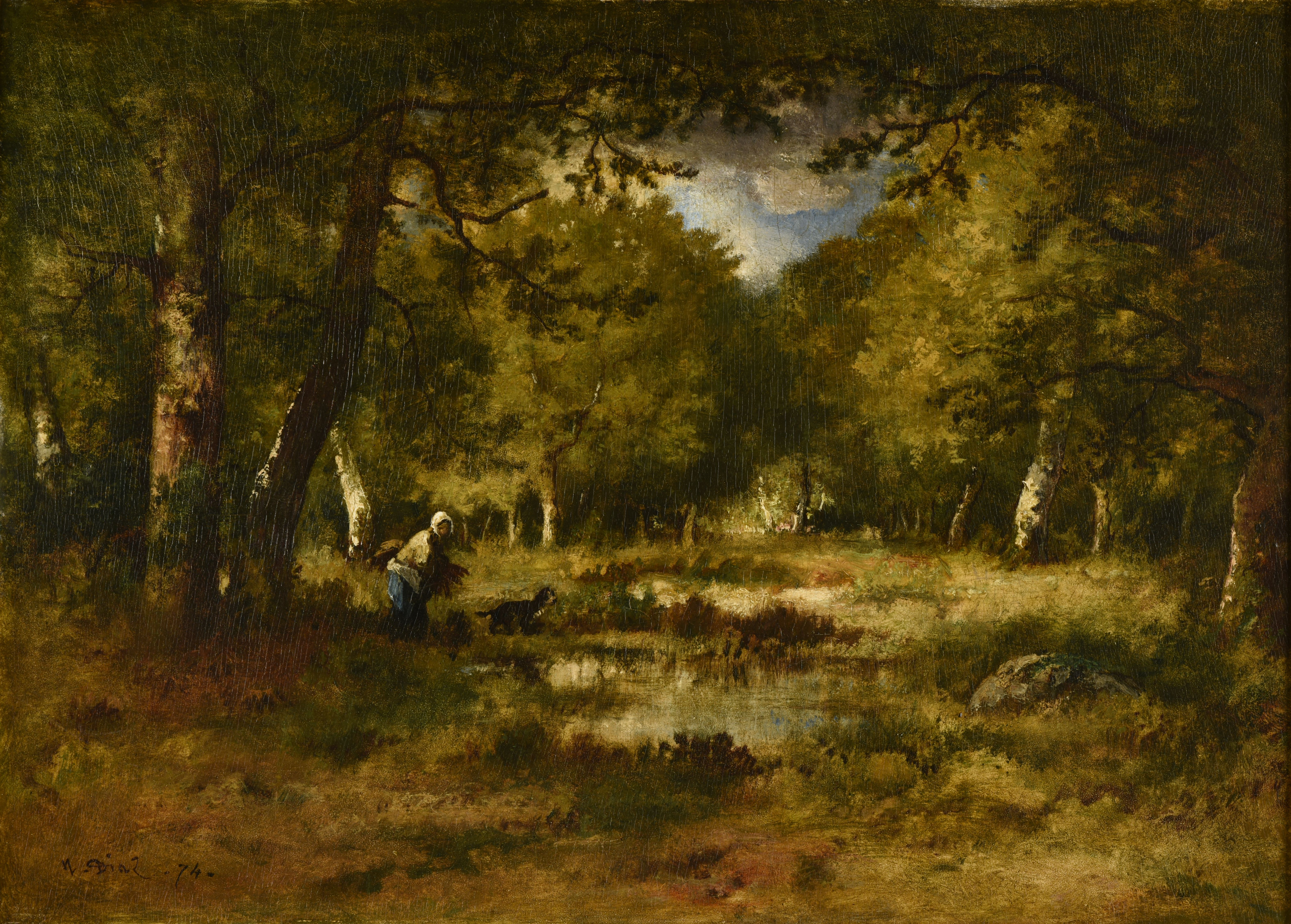
Roanne, musée des Beaux-Arts et d'Archéologie Joseph-Déchelette : Étude sous-bois.
- Troyes, musée des Beaux-Arts :
  - Paysage boisé ;
  - Berger et son chien sur une sentier par temps d'orage ;
  - Automne.

Œuvres de Narcisse Díaz de la Peña
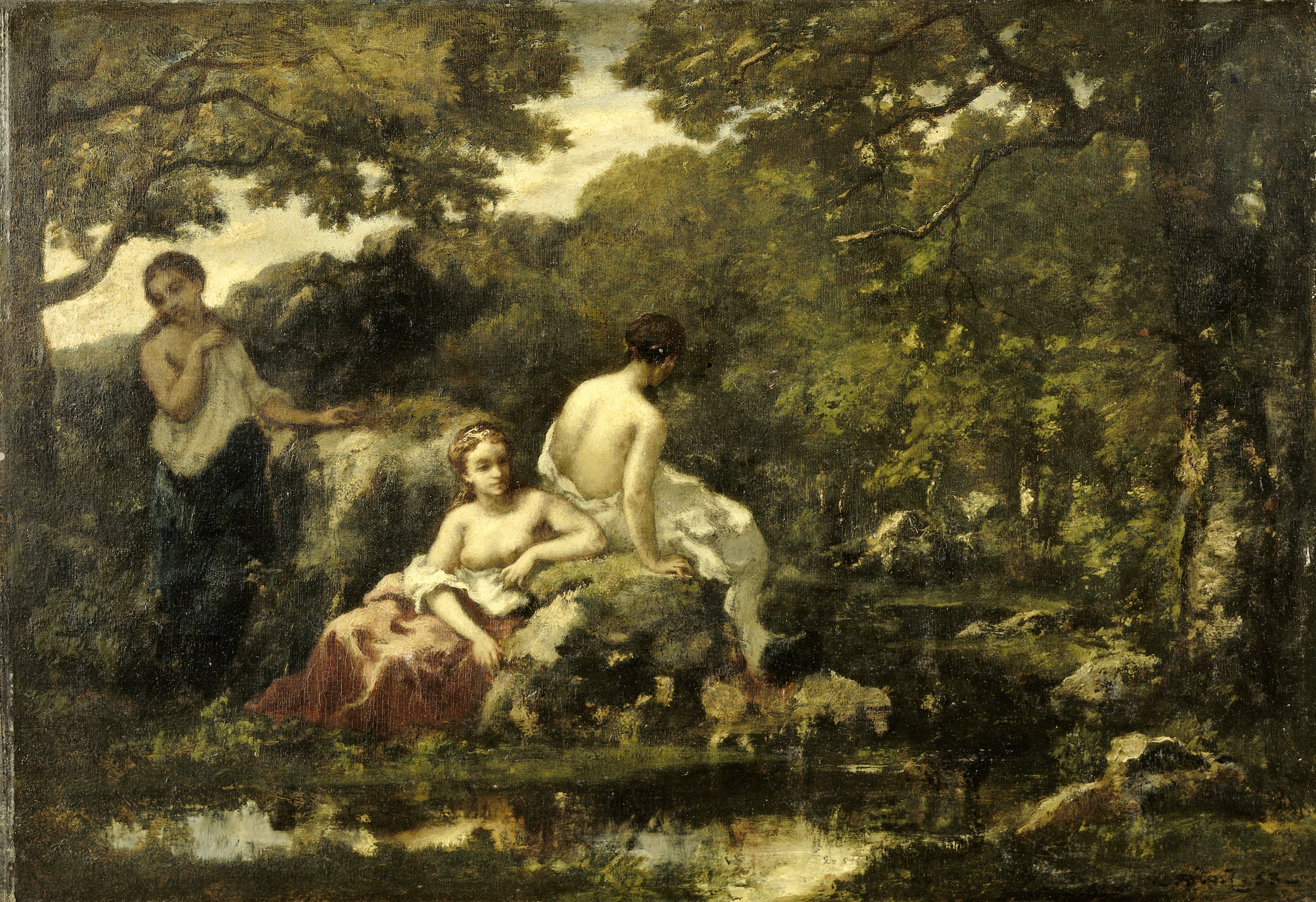
Idylle (1853), Amsterdam, Rijksmuseum.
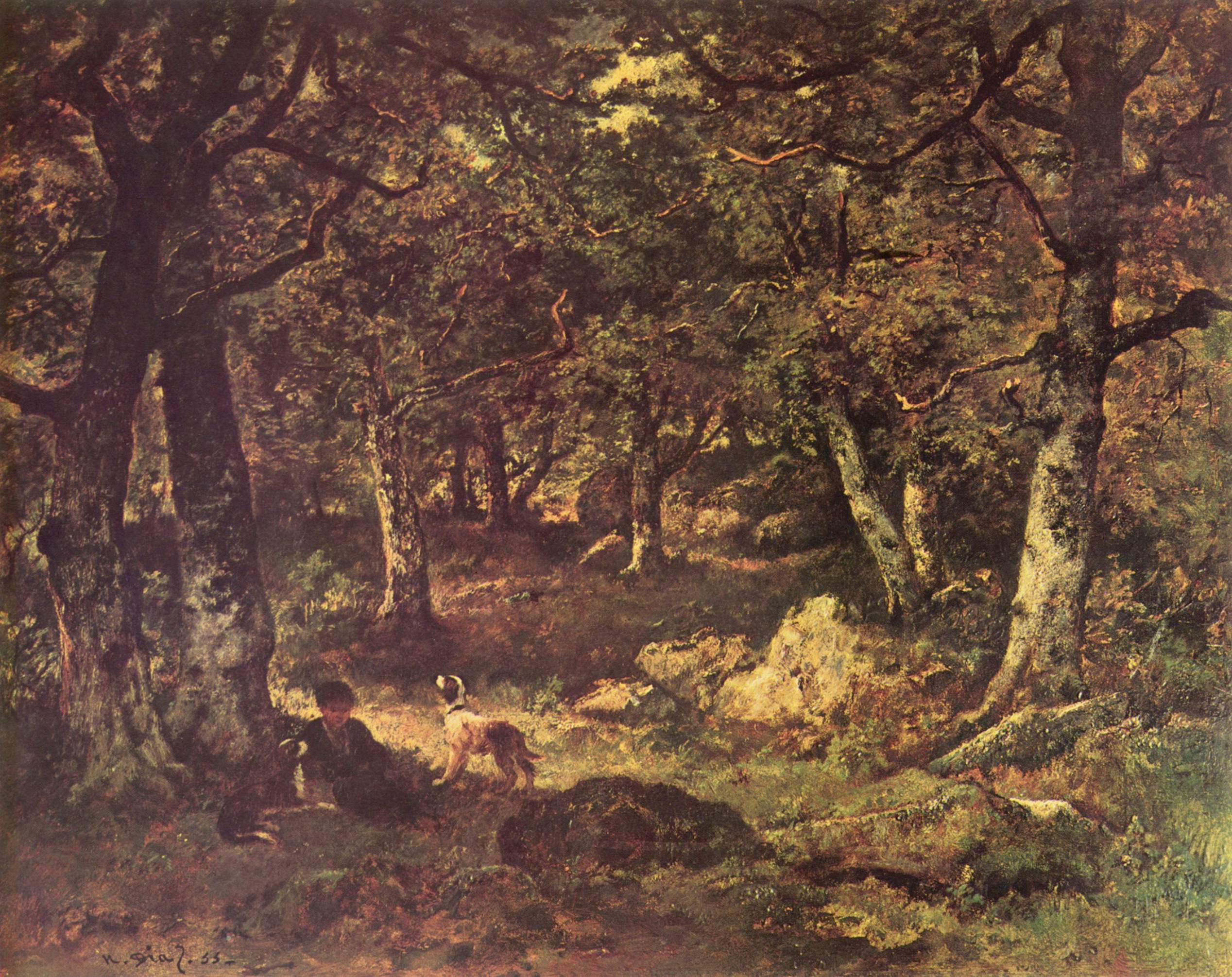
Dans les bois (1855), Paris, musée du Louvre.
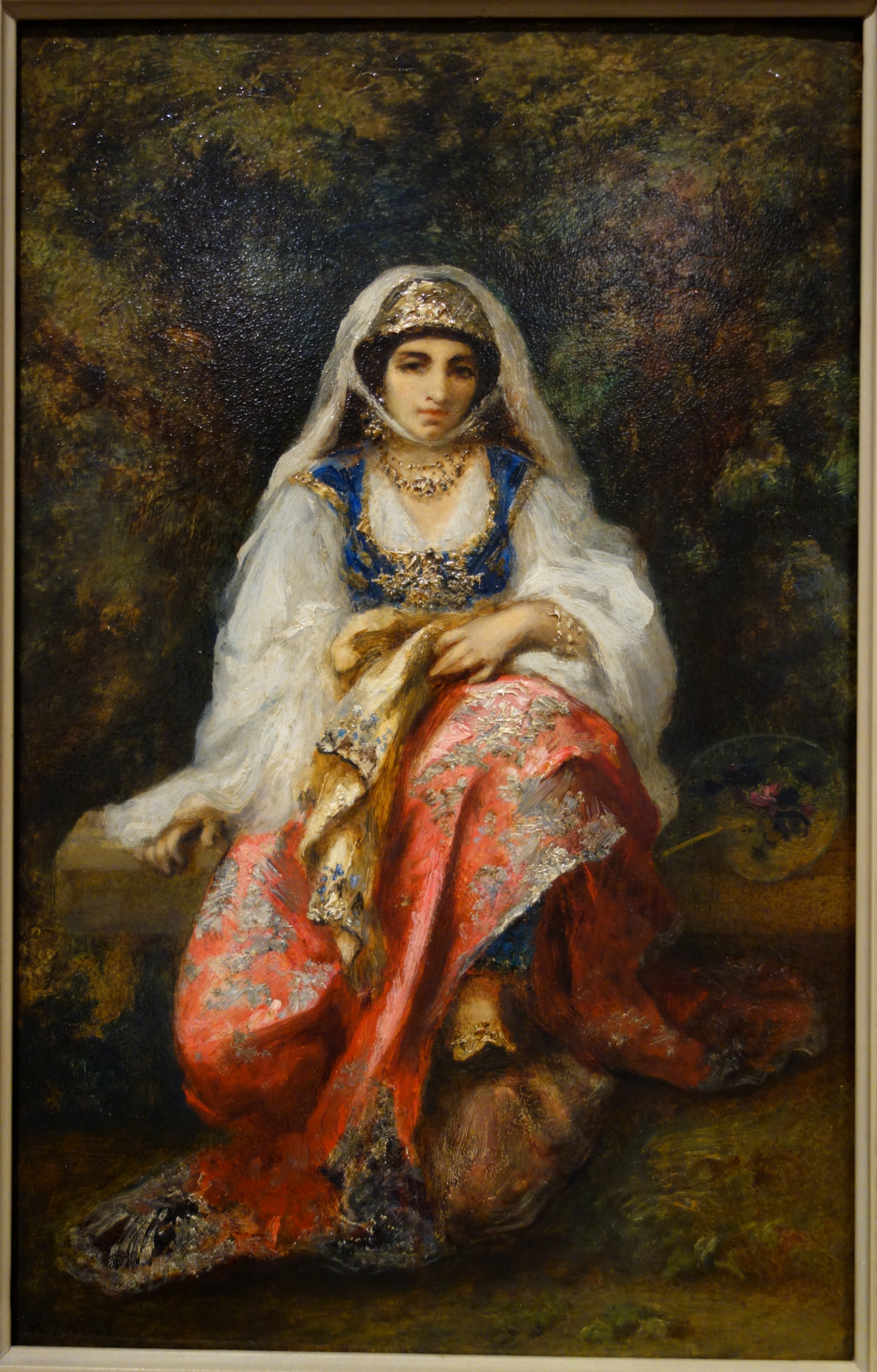
Femme orientale (1865), Huntington Museum of Art.
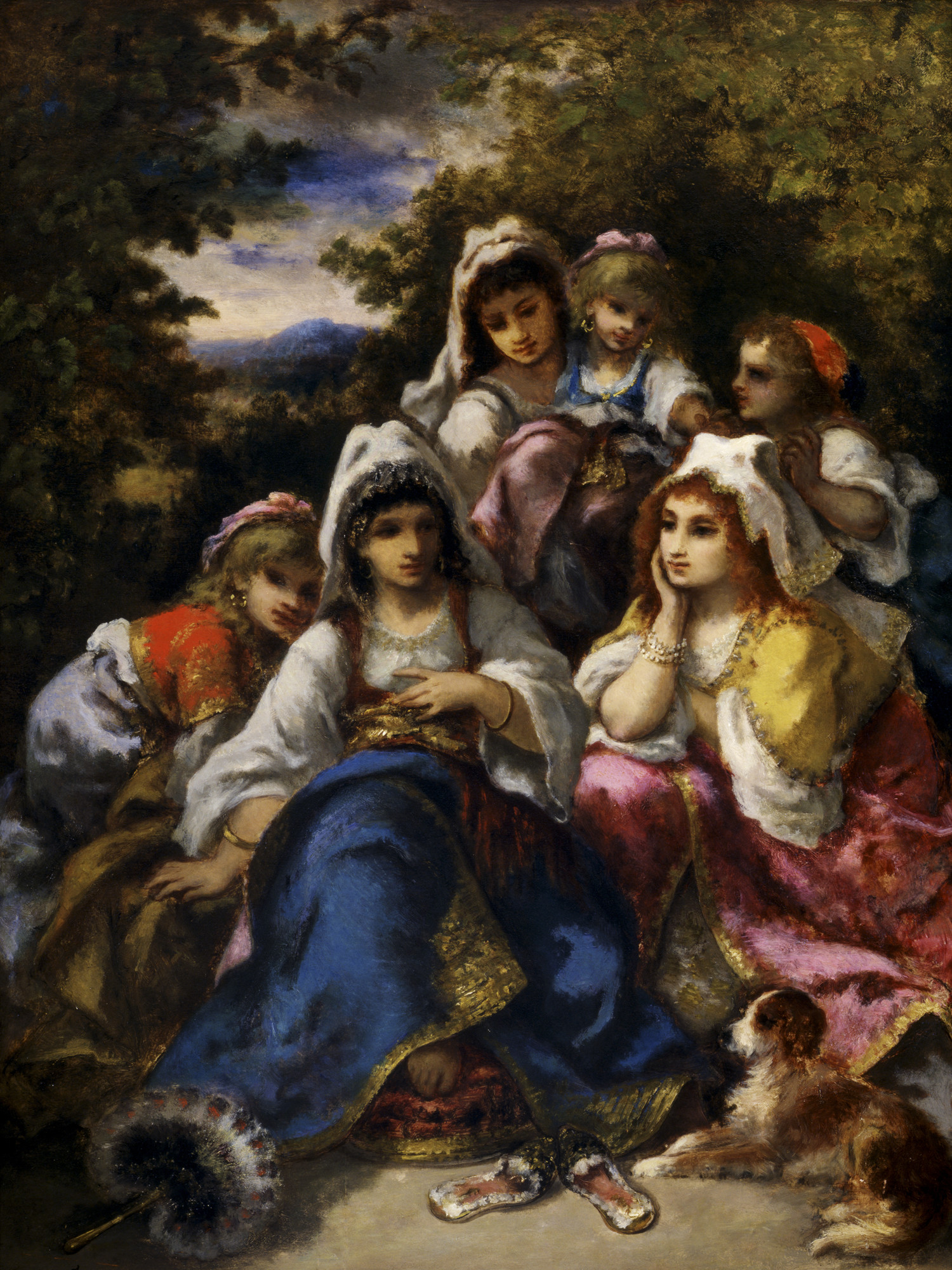
Les Princesses bohémiennes (vers 1865-1870), musée d'Art de San Antonio.
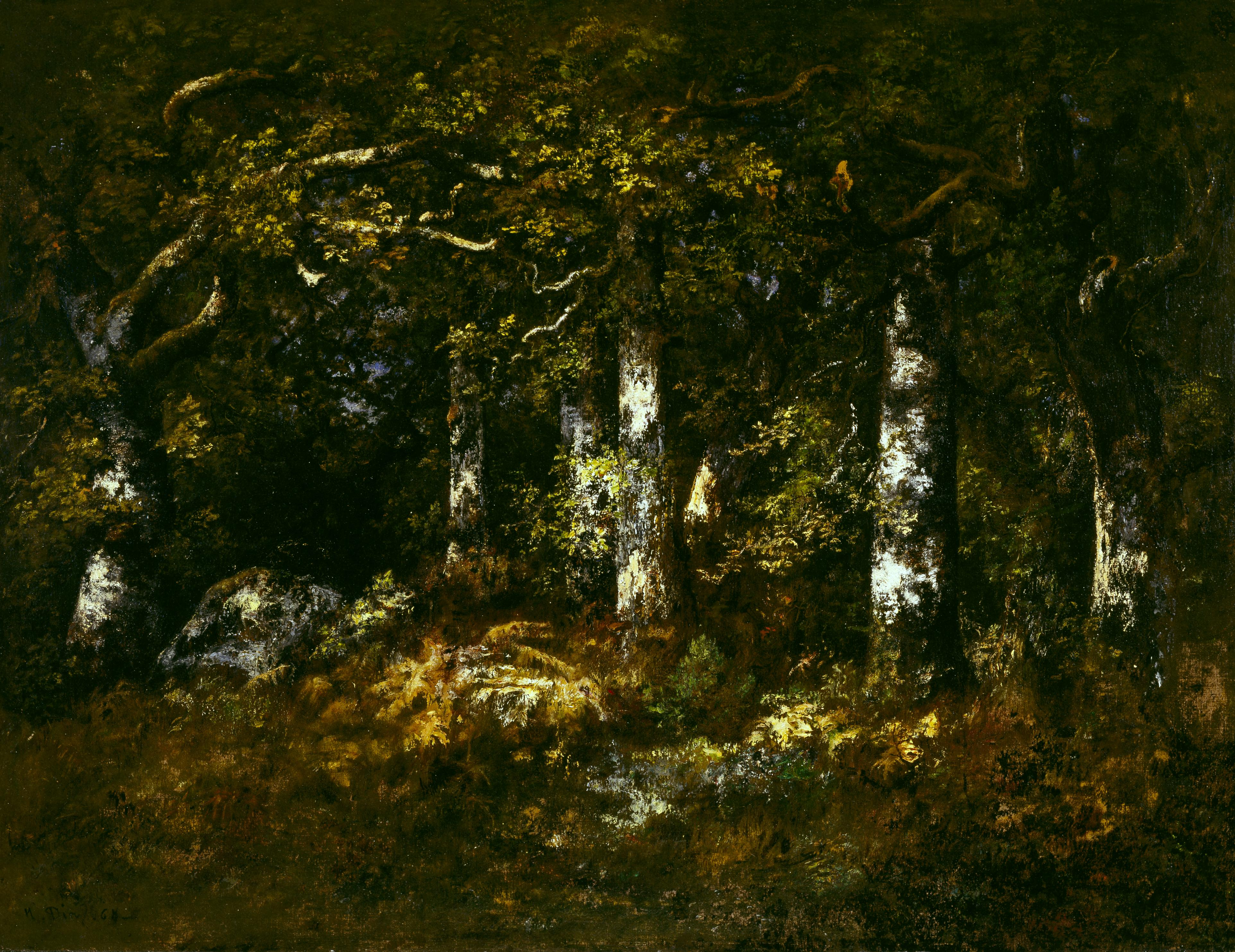
Forêt de Fontainebleau (1868), huile sur toile, 84 × 111 cm, Dallas Museum of Art.

## Distinctions
- Chevalier de la Légion d'honneur en 1851[57].
- Chevalier de l'ordre de Léopold (3 novembre 1872)[58],[57].

## Élèves
- Henri Charles Antoine Baron (1816-1885)
- Charles Ferdinand Ceramano (1831-1909), en 1872
- Octave de Champeaux (1827-1903)
- Émile-Antoine-François Herson (1805-1872)
- Georges de Lafage-Laujol (1830-1858)
- Camille Magnus (1853-XIXe siècle)
- Jean Émile Renié (1835-1910)

## Imitateurs du style de Diaz de la Peña
Selon Pierre Miquel, le style de Narcisse Diaz de la Peña a souvent été imité avec des sujets analogues et une technique proche par des artistes comme :
- Auguste Anastasi (1820-1889) ;
- P. De Boer [?] ;
- Ernest Chérot (1814-1883) ;
- Joseph Coosemans (1828-1904) ;
- Victor Fontaine (1837-1884) ;
- René Gourdon (né vers 1855) ;
- Georges Jeannin (1841-1925) ;
- Alexandre Marie Longuet (1805-1850 ou 1851) ;
- Léon Richet (1843-1907) ;
- Carl Spitzweg (1808-1885) ;
- Émile Vernon (1874-1882).

## Iconographie
- Auguste Charpentier, Narcisse Diaz de la Peña (1808-1878), 1849, huile sur toile, musée national des châteaux de Versailles et de Trianon[59].
- Anonyme, Narcisse Díaz de la Peña, photographie parue dans Galerie Contemporaine, musée d'art du comté de Los Angeles.

## Hommages
En 1894, la rue Narcisse-Diaz dans le 16e arrondissement de Paris prend son nom en hommage.